# De Nieuwlandsweg
De Nieuwlandsweg was een klein waterschap in de gemeente Baarderadeel in de Nederlandse provincie Friesland.
Het waterschap werd opgericht in 1911 op verzoek van de hervormde gemeente te Oosterwierum en had als doel het onderhouden van de Nieuwlandsweg. De voornaamste reden was dat enkele aanwonenden niet wilden meebetalen aan de verharding van de weg. Door de status van waterschap kon belasting worden geheven van alle aanwonenden.
Het gebied van het voormalige waterschap maakt sinds 2004 deel uit van het Wetterskip Fryslân.